# Еикан
Еикан (永観) је јапанска ера (ненко) која је настала после Тенген и пре Кана ере. Временски је трајала од априла 983. до априла 985. године и припадала је Хејан периоду. Владајући цареви били су Енџу и Казан.

## Важнији догађаји Еикан ере
- 6. октобар 983. (Еикан 1, двадесетседми дан осмог месеца): У петнаестој години владавине цар Енџу абдицира у корист свог нећака. Трон наслеђује цар Казан.[3][4][5]
- 983. (Еикан 1, осми месец): Чонен, будистички монах Тендај школе запутио се на путовање до Кине у пратњи својих ученика.[6]